# 波吉和贝丝
《波吉和贝丝》（Porgy and Bess）是一部美国歌劇，於1935年進行首演，由喬治·蓋希文作曲，艾拉·蓋希文及杜柏斯·海沃德作詞。這部音樂劇是根據杜柏斯·海沃德與他的妻子桃樂絲·海沃德的小說《Porgy》加以改編而成。以非裔美國人在1920年代初在南卡羅來納州，查爾斯頓地區所虛擬的Cabbage Row生活寫作。
由蓋希文原創的「美國本土音樂劇」《波吉與貝絲》在1935年秋季於紐約首映，整部音樂劇的特色為以受專業古典音樂訓練的非裔美國人擔任歌手，在那個時候是一個大膽的選擇。蓋希文甚至還選擇了非裔美國人艾娃·潔西擔任音樂劇的合唱總監。蓋希文也將藍調以及爵士樂的元素融入了古典藝術中，他認為這是他最傑出的作品。
在1976年休斯頓大劇院為這部音樂劇評論前，其實並沒有廣泛的被美國人所接受。9年後，這部音樂劇在大都會歌劇院上演，同時在週六下午會舉行現場廣播。這部音樂劇已經被認為是經典之作，然而在一開始對於此部音樂劇的主題就一直有爭議，有批評者一開始就指出這是一種種族主義的非裔美國人的寫照。 
音樂劇中的歌曲《夏日》（Summertime），在各個錄音以及不同場次的演出中，都是廣受好評的。其次廣受好評的歌曲是《本來不必這樣》（It Ain't Necessarily So）。
《波基與貝絲》的原班演員錄音在2003年時，被全國記錄保存委員會列入在美國國會圖書館中。該委員會對於選擇的歌曲標準是要在文化、歷史或美學意義重大。
1993年7月14日，美國的郵局為這部音樂劇發行29美分的紀念郵票，且在2001年波基與貝絲被南卡羅來納州公告，成為官方音樂劇。

## 劇情簡介

### 第一幕

#### 第一景：土虱厝
正是星期六，一個夏日晚上，土虱厝安靜無聲。傑士柏布朗彈奏著鋼琴，有些居民逐漸加入他的哀傷樂聲。漁夫傑克的老婆克萊拉正哄搖著她的嬰兒入睡。她唱的是 經常唱的「夏日時光」。在信教虔誠的史靈娜---羅賓斯的老婆不屑目光睽睽之下，幾個男人圍坐在一起賭著骰子。傑克把嬰兒從克萊拉那裡抱走，嘗試唱著他的 另類搖籃曲，（女人是偶爾的事情）。當碼頭工人克朗和他女人貝絲出現時，殘障人波吉回家來正準備加入賭局。好勇鬥狠的克朗忙著從斯搏丁賴夫那裡張羅飲酒嗑藥， 斯搏丁賴夫是當地藥頭毒販賣酒與毒品。賭骰子仍繼續，克朗輸了精光。飲酒嗑藥精神超駭，他無視母親般的鄰居瑪利亞和其他居民的調停勸阻，與羅賓斯爭執不 下，繼而打架，最後克朗用一支棉花鈎殺死羅賓斯。貝絲警告克朗，警察不久將到。眾人一聽一哄而散，獨留史靈娜與屍體在場。貝絲無處可躲，直到波吉開門，她才踏進房間。 

#### 第二景： 史靈娜的房間
羅賓斯的屍體躺在桌上。房間擠滿弔喪者，他們把錢放進碟子裡，募捐喪葬費用，唱著送葬進行曲靈魂樂，（逝，逝，逝）。波吉和貝絲進來，貝絲給史靈娜一 些硬幣，但是她拒絕，想到這必是克朗的錢。見說是波吉的恩澤方才收下捐獻。弔喪者唱著（滿溢）來鼓勵足夠的捐款來埋葬死者。一探員進入，命令說屍體明天就要埋葬。環顧群眾，他挑出賣蜂蜜的彼得，指控他殺害羅賓斯。彼得嚇到說出克朗才是兇手。聽到此說，探員命令彼得以證人身份收押直到抓到克朗為止。 
史靈娜為羅賓斯唱著輓歌，（我的男人走了）。殯葬人員到達發現錢不夠埋葬屍體，但經史靈娜苦苦哀求，終於答應埋葬。此幕以貝絲領唱激勵人心的靈魂歌曲（出發前往應許之地）結束。

### 第二幕

#### 第一景：土虱厝
數星期後，傑克與其他漁夫應和著一首划船歌曲的旋律——（要到達那裡可費勁），一邊補破網。傑克唱到要遠航到黑魚岸打漁，但克萊拉危言勸阻因為已是九月暴風時節。對比波吉唱著他的樂天知足（我有一大堆沒有）---一無所有，也無可抱怨。斯搏丁賴夫進來，但在他找到機會賣出「快樂塵」之前，被瑪利亞用一把切肉刀追趕出去。（與你為友，沉淪下流？）律師弗瑞徹進場找波吉要賣他一紙離婚證書，好讓貝絲脫離克朗（雖然她不曾嫁給他）。交易完成，一白人雅契戴爾先生探 問波吉，說到彼得原是他家裡的人，將為他付錢交保好讓他馬上獲釋放出來。雅契戴爾先生一離開一隻鵟鷹現蹤。波吉在他的（鵟鷹歌）中闡述此鳥為不祥凶兆，偃翅止庭則家破人亡。大家都催促它不停的飛。 
大家準備好出發前往奇地瓦島野餐，波吉和貝絲獨處一起山盟海誓（貝絲，從今妳是我的女人了）。參加野餐的人在旁興奮（喔，我就是坐不住）。瑪利亞已經接納貝絲為社區的一份子，問她要不要去野餐。貝絲說不要，不想留波吉孤單一人在家，但他勸她去，瑪利亞和貝絲就出發去野餐。 

#### 第二景： 奇地瓦島
斯搏丁賴夫告訴一些嬉笑喧鬧酒酣客他自己對聖經的詮釋（事情未必然如此）。史靈娜譴責每一個被此妖言所惑的人，但來不及罵完，汽艇笛聲已遠遠傳來，大家都打包東西準備回去。貝絲正要離去時，克朗從一樹叢對她吹口哨。自從羅賓斯謀殺案後他就一直躲在這個島上。他要貝絲跟隨他，但貝絲回說她現已跟波吉同居。最後貝絲跟他一起進入樹林。 

#### 第三景：土虱厝
那些漁夫不顧暴風雨的警訊準備要外出捕魚一天。傑克吻別克萊拉後出帆。波吉的房裡傳出貝絲的囈語，她在叢林裡迷失了兩天，在床上已躺了一星期。史靈娜和其他人為她的康復禱告。（喔耶穌醫師）。賣草莓女販、蜂蜜小販、賣螃蟹的附近走過，各唱著他們的街頭吆喝。貝絲清醒了，訴說事情經過，還說無論如何 她想跟波吉在一起。（我愛你，波吉）。克萊拉進場，她一直在碼頭上等待傑克的歸航，當瑪利亞叫她不用擔心時，風開始吹了，颶風警鐘響起。 

#### 第四景：史靈娜房間
第二天清晨，大家瑟縮群聚唱歌來掩蓋暴風雨聲。他們以一首靈魂歌曲禱告，祈求耶穌免除颶風的災厄（喔，上帝搖撼天堂）。暴風雨重新肆虐，克萊拉盡 力安撫她的嬰兒。敲門聲響起---彼得堅持那是死神敲門。越敲越急只好開門，結果是克朗進來要找貝絲。他強拉她走，但她執意要留。克朗嘲諷這些唱靈魂歌曲 的人，也唱他的歌來蓋過他們的歌聲（一個紅髮的女人）。克萊拉人在窗口，看到傑克的船在水裡翻覆，驚聲尖叫起來。她把嬰兒交給貝絲抱著，就衝出去投入暴風 雨中。貝絲呼請有誰去陪克萊拉？只有克朗回應，但他發誓他會回來找波吉算帳。其他人仍舊繼續禱告。

### 第三幕

#### 第一景：土虱厝
暴風雨結束，土虱厝的居民為喪失的人哀傷，包括傑克、克萊拉以及（想當然爾的）克朗。（克萊拉，妳不要傷心）斯搏丁賴夫出現，暗示瑪利亞波吉和克朗間的爭鬥即將發生。貝絲在窗前對著克萊拉的嬰兒唱著（夏日時光）。當她離去時，克朗進入空無一人的庭院，悄悄穿越，四肢著地匍匐前進到波吉家門口。波吉已經準備好等著他，搶先一擊殺死了他。 

#### 第二景：土虱厝
探員和驗屍官回來調查克朗的謀殺案。訊問史靈娜及另兩位女子---安妮和莉莉--結果毫無所獲。他們到波吉的房間，波吉和貝絲在那裡，他們押走波 吉要他指認克朗屍體。波吉抗拒行將目睹克朗屍體，因斯搏丁賴夫早已賺他說與死者同室，若兇手看見屍體，傷口會再流血，他信以為真。波吉被拖走了。斯搏丁賴 夫企圖引誘貝絲遠走高飛過新生活（有一艘船即將開往紐約）。 

#### 第三景：土虱厝
一星期過後，土虱厝的居民一大早互道早安。巡邏車嗚嗚送回波吉。先是他以指認屍體時緊閉雙眼被處以藐視法庭而拘禁，現在波吉很高興回家，還送了禮物給很多朋友。原來他在獄中沒有閒著，運氣奇佳賭骰子贏了很多錢。波吉未注意忐忑不安的眾人逐漸溜走，問道貝絲在哪裡？瑪利亞和史靈娜終於告訴他，斯搏丁 賴夫說服貝絲說波吉不會回來了，他們應該一起到紐約重新過日子。一聽此言，波吉宣佈他要去找回貝絲：（喔上帝，我已出發上路）。劇終。